# ダボサ
ダボサ（英称:DAVOSA）は、スイスの高級時計メーカー。クォーツショックになっても継続させたスイスの時計メーカーの中でも数少ない独立企業である。

## 歴史
1861年、創業者のAbel Frederic Hastlerはジュラ山脈の工房でシルバーのクロックを手掛ける家庭内手工業を始めた。
1917年、有名ブランドの時計製作に特化した会社「Terminages d’Horologerie」を設立。
1970年、ハスラー家は、クォーツショックの際も機械式時計の再興を信じて技術を保持し続けた。
1989年、自らの時計ブランド「DAVOSA」を立ち上げた。

## 腕時計
- Davosa Centum
- Titanium
- Simplex
- Ternos

### 使用ムーブメント
- Dubois-Dépraz
- ETA
- Peseux
- Unitas
- Valjoux
- Soprod